# Polemon barthii
Polemon barthii är en ormart som beskrevs av Jan 1858. Polemon barthii ingår i släktet Polemon och familjen Atractaspididae. Inga underarter finns listade i Catalogue of Life.
Denna orm förekommer i västra Afrika från Liberia och södra Guinea till Ghana. Arten lever i låglandet och i kulliga områden upp till 600 meter över havet. Polemon barthii vistas i fuktiga skogar. Honor lägger ägg.
Beståndet hotas regionalt av skogsröjningar. Hela populationen antas vara stor. IUCN kategoriserar arten globalt som livskraftig (LC).